# Муминов, Нуъмон
Нуъмон Муминов (узб. Nomon Mo'minov; род. в Узбекской ССР, СССР) — государственный деятель, хоким Ферганской области (1997—2000).

## Биография
14 февраля 1997 года указом президента Республики Узбекистан Ислама Каримова Мирзажон Юлдошевич назначен на должность хокима Ферганской области.
15 января 2000 года по указу президента Республики Узбекистан Нуъмона Муминова освобождают от должности хокима Ферганской области в связи с переходом на другую должность.